# Doctrine Stimson
Pour les articles homonymes, voir Stimson.
 (juillet 2025).

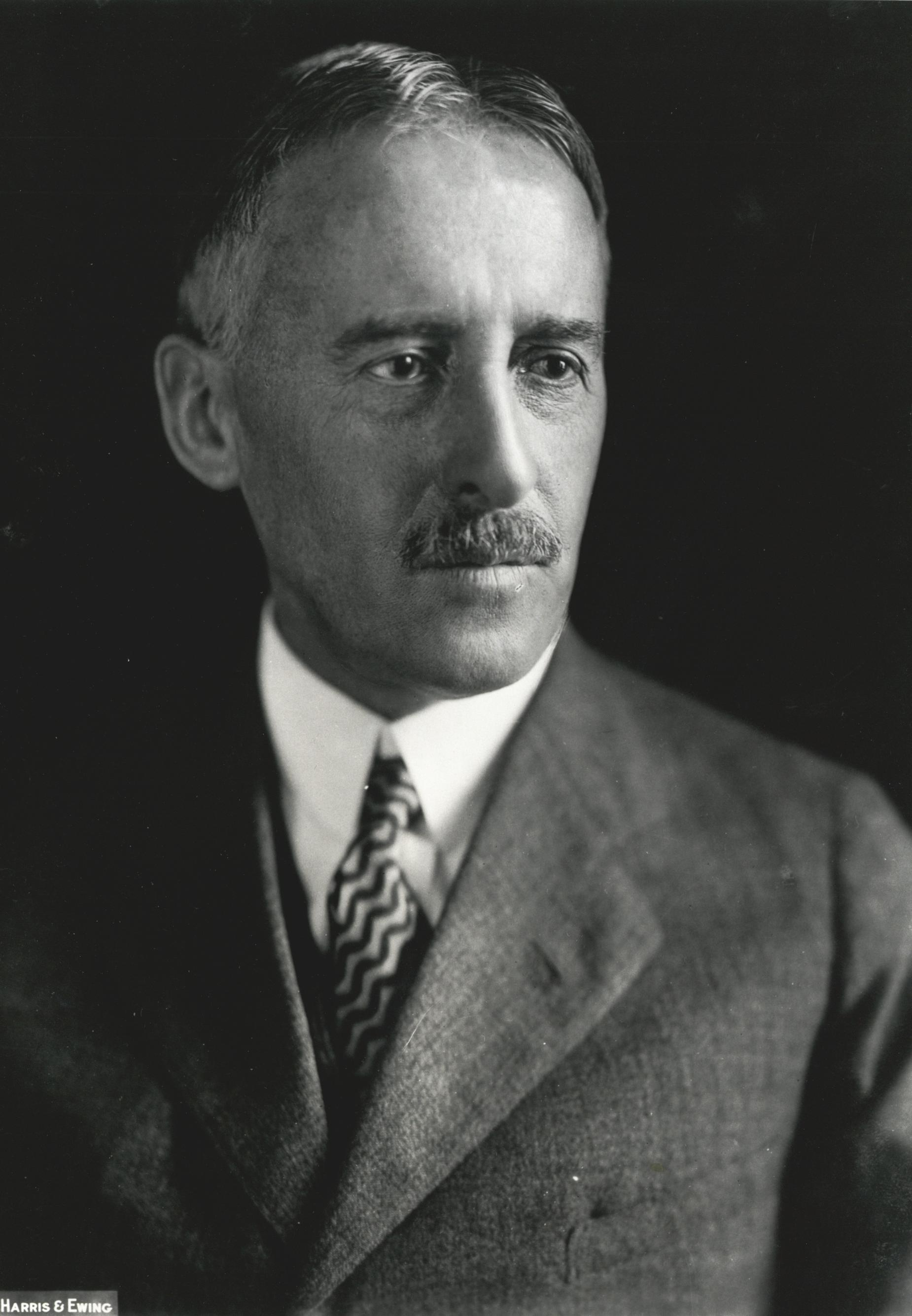
Henry Stimson, secrétaire d'État américain

La doctrine Stimson a été énoncée le 7 janvier 1932 dans une note du secrétaire d'État américain Henry Stimson, afin de signifier la non-reconnaissance des conquêtes japonaises en Mandchourie.
En 1931, le Japon occupe la Mandchourie et en fait un satellite, le Manchoukouo. Le gouvernement du président Herbert Hoover, par l'intermédiaire de Stimson, refuse de cautionner cette conquête. Il affirme que les changements dans l’ordre international amenés par la force des armes sont en contradiction avec le pacte Briand-Kellogg de 1928 et ne peuvent être reconnus diplomatiquement sans l'aval de la Société des Nations.